# Přátelé Srbů na Kosovu

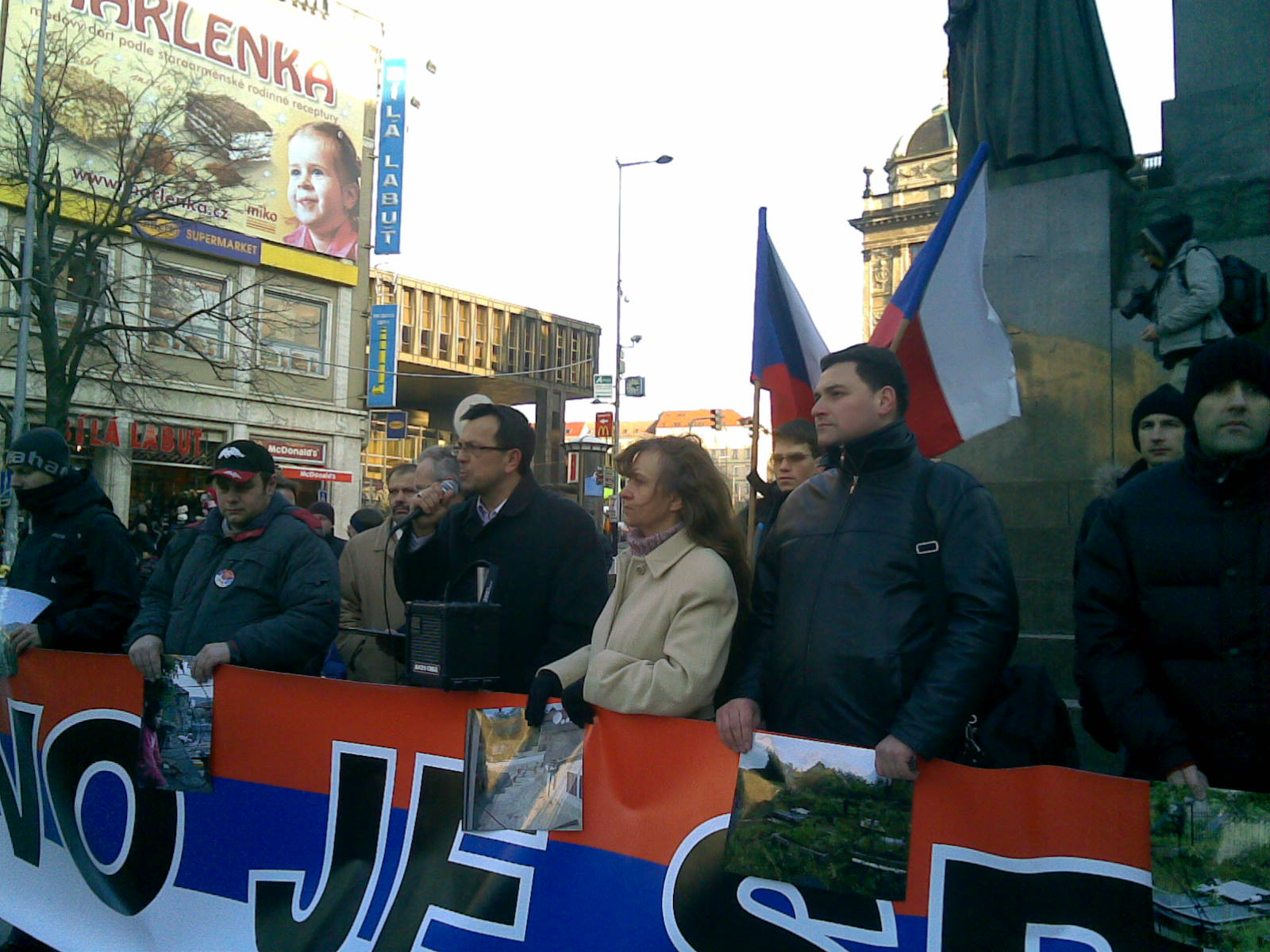
Jedna z demonstrací pořádaná sdružením

Přátelé Srbů na Kosovu je české občanské sdružení, které podporuje Srby a srbský nárok na Kosovo, které Srbsko považuje za svou autonomní oblast Kosovo a Metochie. Prvním a poté čestným předsedou se stal politik Jaroslav Foldyna, od roku 2011 je předsedou Václav Dvořák, autor dokumentu Uloupené Kosovo.
Podle stanov sdružení je jeho hlavním cílem a posláním rozvoj přátelských vztahů mezi Čechy a Srby a podpora Srbů žijících v Kosovu. Podle prohlášení na internetových stránkách je jejich snahou pomáhat kosovským obyvatelům „různých etnik utiskovaných kosovsko-albánskou narkomafií“ a upozorňovat českou společnost na „mezinárodní zločin“ (zásah NATO v kosovské válce a následující události), který dávají na roveň mnichovské dohodě.
Sdružení založilo v květnu 2008 několik lidí, kteří již předtím organizovali petici proti uznání nezávislosti Kosova českou vládou. Lidé kolem petice a později členové sdružení uspořádali v Praze sérii menších demonstrací, kde se neúspěšně snažili ovlivnit rozhodování české vlády v otázce Kosova, vyjadřovali nesouhlas s bombardováním Jugoslávie v roce 1999, upozorňovali na ničení pravoslavných klášterů a vyhánění Srbů z Kosova a strádání Srbů, kteří v Kosovu zůstali a podobně. Členové sdružení podnikli několik cest po srbských enklávách, snažili se dokumentovat situaci a zorganizovat pomoc kosovským Srbům. Při jedné z cest došlo incidentu s kosovskými Albánci. Albánci na český autobus házeli kameny. 28. října 2009 vyhlásilo sdružení sbírku na pomoc Srbům a ostatním národnostním menšinám na Kosovu.